# 克氏针茅
克氏针茅（学名：Stipa krylovii），为禾本科针茅属下的一个种。分布于我国东北(辽河平原区)、内蒙古、华北北部(黄土高原区)、宁夏、甘肃、青藏高原、新疆等地;为多年生密丛型草本植物，是典型草原的建群种之一。